# Башарин, Георгий Прокопьевич
Гео́ргий Проко́пьевич Баша́рин (21 марта 1912 — 18 апреля 1992) — советский и российский историк, общественный деятель, доктор исторических наук, профессор, заслуженный деятель науки РСФСР и ЯАССР.

## Биография
Родился 21 марта 1912 года в Сыланском наслеге Ботурусского улуса Якутской области в многодетной семье Прокопия Николаевича и Акулины Алексеевны Башариных.
После окончания Московского государственного педагогического института им. К. Либкнехта (1938) работал в Якутском государственном пединституте (1938—1940), затем в Институте языка и культуры при СНК (1941—1943).
Депутат Верховного Совета Якутской АССР VI—IX созывов, делегат XXIII съезда КПСС. Председатель Якутского республиканского отделения Всероссийского общества охраны памятников истории и культуры.
- 1964—1966 гг. — декан историко-филологического факультета ЯГУ.
- 1966—1992 гг. — председатель комиссии по присуждению республиканской премии имени П. А. Ойунского в области литературы и искусства.

## Научная деятельность
Его первое крупное исследование о деятельности основоположников якутской литературы А. Е. Кулаковского, А. И. Софронова и Н. Д. Неустроева явилось не только важным вкладом в историческую науку, но и стало гражданским подвигом. Эти исследования послужили основой для кандидатской диссертации, защищённой в 1943 г. В диссертации впервые открыто поднимался вопрос о выдающейся роли представителей первого поколения национальной интеллигенции в развитии культуры и общественно-политической истории Якутии начала века.
В последующие годы, работая учёным секретарём, а потом младшим научным сотрудником Института языка, литературы и истории Якутского филиала АН СССР, Г. П. Башарин посвятил себя исследованиям истории аграрных отношений в Якутии — ключевой проблемы для понимания всей истории края. По окончании докторантуры Института Истории АН СССР Г. П. Башарин защитил докторскую диссертацию по данной теме (1950), существенно обогатив научные представления о сельскохозяйственном освоении, социальной структуре населения и общественных отношениях Якутии в XVIII—XIX вв.
В 1952 году был обвинён в «буржуазном национализме» в ходе сталинских репрессий, направленных против национальной интеллигенции союзных и автономных республик, и в течение нескольких лет подвергался гонениям. В условиях хрущёвской либерализации учёный добился возвращения в исследовательский коллектив и в 1956 году вторично защитил, минуя кандидатскую, докторскую диссертацию.
Дальнейшая деятельность Г. П. Башарина была связана с кафедрой всеобщей истории Якутского государственного университета. На протяжении жизни Г. П. Башарин успешно совмещал преподавательскую и научно-исследовательскую деятельность. Автор свыше 500 научных и научно-популярных трудов, в том числе 19 монографий. Наряду с историческими проблемами в них освещаются многие вопросы литературоведения, искусствознания, фольклора и этнографии, затрагиваются и некоторые философские вопросы истории.
Под редакцией Г. П. Башарина были разработаны учебники и учебные пособия по истории Якутии для школ и вузов республики. Он создал свою научную школу историков, в течение 40 лет руководил научным кружком студентов-историков ЯГУ, 60 из которых стали кандидатами и 4 — докторами наук.

## Награды, премии и почётные звания
- Орден Трудового Красного Знамени
- Орден «Знак Почёта»
- Медаль «За доблестный труд в Великой Отечественной войне 1941—1945 гг.»
- Почётная грамота Президиума Верховного Совета РСФСР
- Заслуженный деятель науки РСФСР (1972)
- Заслуженный деятель науки Якутской АССР (1962)
- Первый лауреат Государственной премии имени А. Е. Кулаковского Республики Саха (Якутия) (1992)
- Почётный гражданин Чурапчинского улуса[2]

## Память
- Имя г. П. Башарина присвоено:

Сыланской средней школе Чурапчинского улуса
- В 1992 года при Институте гуманитарных исследований АН РС(Я) был открыт музей истории науки Якутии имени профессора Г. П. Башарина. Во втором зале музея воссоздан рабочий кабинет Башарина.[3]
- Учреждены стипендии имени профессора Г. П. Башарина лучшим студентам исторического факультета СВФУ имени М. К. Аммосова и педагогического училища.
- В сквере профессоров ЯГУ-СВФУ был открыт памятник-бюст (2016)[4]

## Семья
- Платонова Калисфена Ивановна — супруга.
- Башарина Наталья Георгиевна — дочь, кандидат исторических наук.
- Башарин, Карл Георгиевич (1942—2023) — сын, доктор медицинских наук, профессор, заведующий кафедрой СВФУ имени М. К. Аммосова.

### На якутском языке
- Федосеев И. Е. Уhулуччулаах учуонай туhунан кинигэ // Саха Сирэ. — 1998. — Бэс ыйын 5 к. — С. 3.
- Атласов С. Сүдү учуонай, учуутал // Сахаада. — 1997. — Кулун тутар 20 к.
- Ковлеков С. Yйэтитэр иэстээхпит: [Г. П. Башарин науч. үлэлэрин сүрүн хайысхалара] // Саха Сирэ. — 1997. — Кулун тутар 22 к.
- Кустуров Д. Күүстээх санаа, уҕараабат дьулуур: Г. П. Башариҥҥа аналлаах ааҕыылартан бэлиэтээhин // Саха Сирэ. — 1998. — Муус устар 30 к.
- Кустуров Д. Уhулуччулаах киhибитигэр Г. П. Башариҥҥа: [мемор. дуоска туруорулунна] // Саха Сирэ. — 1998. — Муус устар 24 к.
- Платонова К. И. Фронтан суруктар: Г. П. Башарин архивыттан аҕыйах сурук // Саха Сирэ. — 1997. — Ыам ыйын 27 к.
- Тумат С. Г. П. Башариҥҥа аналлаах ааҕыылар: [Чурапчы улууhун Сылаҥ нэhилиэгэр] // Саха Сирэ. — 1999. — Муус устар 6 к.
- Федосеев И. Е. Г. П. Башариҥҥа кимнээх көмөлөспүттэрэй?: [Г. П. Башарин «Три якутских реалиста-просветителя» диэн монография күн сирин көрөрүгэр көмөлөспүт Г. С. Тарскай уонна И. Д. Винокуров (Чаҕылҕан) тустарынан] // Саха Сирэ. — 1997. — Муус устар 15 к.
- Федосеев И. Е. Уhулуччулаах учуонай, киhи көнөтө, чиэhинэйэ этэ // Чолбон. — 1997. — № 7. — С. 79—87.
- Ыарыыны кыайбыт профессор: [Г. П. Башарин сэллик ыарыытын утарыыта] / Бэлэмнээтэ П. Павлова // Саха Сирэ. — 1999. — Бэс ыйын 5 к.

### На русском языке
- Проблемы социально-экономической и общественно-политической истории Якутии: (Материалы науч.-практ. конф., посвящ. 80-летию Г. П. Башарина). — Якутск: Изд-во Якут. гос. ун-та, 1993. — 168 с.
- Борисов И. Человек удивительной стойкости и духовной силы // Аргументы и факты на Севере. — 1998. — № 18 (июнь).
- Иванов В. Феномен Башарина // Якутия. — 1997. — 25 марта.
- Платонова-Башарина К. И. «… Живу в счастливом мытарстве столпившихся изданий»: [И. В. Пухов и Г. П. Башарин] // Пухов Иннокентий Васильевич. — Якутск, 1999. — С. 57—66.
- Платонова-Башарина К. И. И. М. Романов и Г. П. Башарин // Человек редкого дарования и жизнелюбия. — Якутск, 1999. — С. 19—26.
- Софронова Г. Забытая страница: [зима 1951—1952 гг. в жизни Г. П. Башарина] // Якутия. — 2000. — 11 нояб.
- Спиридонов Г. Он познал прекрасное чувство победы: [Установление мемор. доски Г. П. Башарину] // Якутия. — 1998. — 24 апр.
- Башарин Георгий Прокопьевич // Энциклопедия Якутия. — М., 2000. — Т. 1. — С. 298—299.
- Профессор Георгий Прокопьевич Башарин: Биобиблиогр. указ. / Якут. гос. ун-т им. М. К. Аммосова; Сост.: М. И. Габышева, К. И. Платонова, Л. Е. Слепцова. — Якутск: Изд-во Якут. гос. ун-та, 1995. — 106 с.
- Заслуженный деятель науки Якутской АССР, профессор Г. П. Башарин: Биобиблиогр. указ. / Якут. респ. б-ка им. А. С. Пушкина; Сост. В. Ф. Афанасьев. — Якутск: Кн. изд-во, 1967. — 28 с.
- 85 лет со дня рождения Г. П. Башарина // Якутия—1997: Календарь знаменат. и памят. дат. — Якутск, 1997. — С. 46—47.
- Г. П. Башарин: (80 лет со дня рождения) // Якутия-1992: Календарь знаменат. и памят. дат. — Якутск, 1992. — С. 38—41.
- 75 лет со дня рождения Г. П. Башарина // Якутия—1987: Крат. список лит. к знаменат. и памят. датам республики. — Якутск, 1988. — С. 40—41.
- Платонова К. И., Атласов С. В. (сост.). Человек удивительной стойкости и духовной силы: Сборник воспоминаний. — Якутск: Изд-во Якутского госуниверситета, 1997. — 240 с.
- Профессор Башарин: переписка с историками (1943—1989 гг.). Сост. В. Г. Бухерт. Изд. 2-е. Якутск, 2022.